# Polypodiozoa
Polypodium es un género monoespecífico de cnidarios parásitos, y el único de la clase Polypodiozoa. Polypodium hydriforme, su única especie, es parásito de los huevos de esturiones y peces afines (Acipenseridae y Polyodontidae). Es uno de los pocos cnidarios que viven en el interior de las células de otros animales. 
La posición taxonómica de Polypodiozoa es incierta, el Registro Mundial de Especies Marinas establece su clasificación como temporal, ya que sus relaciones filogenéticas no están claras. Fue previamente incluido con las narcomedusas (Narcomedusae), pero la tendencia actual es a considerarlo como una clase propia de cnidarios. Los datos moleculares sugieren que podría estar relacionado con los mixozoos (también parásitos), pero este punto es controvertido.